# FK Jedinstvo Bačko Petrovo Selo
Az FK Jedinstvo (szerbül: ФК Јединство) egy szerb labdarúgócsapat, székhelye Péterrévén található. Jelenleg a Óbecse–Szenttamás–Verbász községközi ligában szerepel.

## A csapat története
A csapatot Kiss Imre alapította 1913-ban Törekvés néven. Első mérkőzésüket a mai iskola helyén létrehozott pályán játszották Óbecse ellen és 8:0 arányban nyertek. 1918-ban Sport lett az egyesület neve, majd ez 1923-ban Soko-Sportra változott. Az 1920-as években fellendült a péterrévei labdarúgás. 1929-ben az egyesület neve DVD-re változott, és a csapat új pályát kapott a vasútállomás mellett. A harmincas években a csapat (amely ekkor rövid időre a Napredak (Haladás) nevet viselte) aktivitása visszaesett, és 1938-tól két évig szünetelt is a tevékenysége. 1940-ben újraszerveződött az egyesület, ezúttal Jedinstvo (Egység) néven. Ez a következő évben, a falu Magyarországhoz csatolása után Hungáriára változott. A csapat ebben az időszakban a magyar bajnokság legalsó szintjén is játszott.
A háború végeztével a klub ismét Jedinstvo néven működött. 1949 és 1954 között ismét fellendült a labdarúgás. A csapat a jugoszláv nemzeti bajnokság különböző szintjein versenyzett. 1949-ben újvidéki megyei bajnokok lettek. 1960-ban az egyesület új pályát kapott lelátókkal. A csapat kiemelkedően sikeres volt az 1976-77-es és az 1982-83-as szezonban.

## Korábbi elnevezései
- 1913-1918 SC Törekvés
- 1918-1923 SPORT
- 1923-1929 SOKO SPORT
- 1929-1934 DVD
- 1934-1937 Napredak
- 1940-1941 Jedinstvo
- 1941 Jedinstvo Hungária
- ?-1944 DMKS
- 1945. május 20-a óta a jelenlegi FK Jedinstvo néven szerepel

## Korabeli fotók
A péterrévei "SZOKO SPORT" FK játékosai 1929-ben:
A péterrévei "Napredak" FK játékosai 1932-ben:
A péterrévei "Jedinstvo" FK játékosai 1945-ben: